# Liane Saalborn
Liane Helena Saalborn (eigenlijk: Zaalborn) (Amsterdam, 6 januari 1923 – Amsterdam, 22 november 1989) was een Nederlands actrice. 

## Biografie
Ze kwam uit een toneelgeslacht. Zij was een dochter van de acteur Louis Saalborn en haar grootouders ware regisseur Alexander Saalborn en actrice Jeanne de Groot. Ze was gehuwd met Lo van Hensbergen, die eveneens acteur was. Ze ging naar het Vossius gymnasium in Amsterdam.

## Carrière
Na de Middelbare School debuteerde Saalborn bij het Gemeentelijk Theaterbedrijf. Ze speelde vooral kleine rollen in speelfilms en televisieseries. In 1959 sprak zij de stem in van Fauna in de eerste Nederlandse nasynchronisatie van Walt Disney's Doornroosje.

## Filmografie

### Speelfilms
- 1978 – Flanagan
- 1978 – Pastorale 1943
- 1979 – Kort Amerikaans (mevrouw D'Ailleurs)
- 1981 – Malou (als de moeder van Paul)
- 1982 – Sprong naar de liefde

### Televisieseries
- 1966 – De Inktvis, NCRV, samen met Lo van Hensbergen
- 1969 – De kleine zielen, naar Couperus, NCRV
- 1970 – De kleine waarheid als Mevrouw Oudemans
- 1973 – Een mens van goede wil als madame
- 1975 – Amsterdam 700 (miniserie; mevrouw van Wageningen)
- 1977 – Hollands glorie
- 1984 – Hartzeer, aflevering 13, mevrouw Doevendans
- 1987 – Moordspel, aflevering 1: Gelukkig Nieuwjaar, mevrouw Lietaard

### Toneel
- 1943 – Noah, Joost van den Vondel in Stadsschouwburg
- 1950 – de Gijsbregt, regie Albert van Dalsum
- 1959 – Zingend in de wildernis bij Ensemble
- 1960 – Goede Vrijdag als Procula